# São Martinho de Árvore e Lamarosa
Pour les articles homonymes, voir São Martinho.
São Martinho de Árvore e Lamarosa est une paroisse civile portugaise (en portugais : freguesia) de la municipalité de Coimbra dans le district du même nom. Elle est créée en 2013, par fusion des paroisses de São Martinho de Árvore et Lamarosa.

## Géographie
São Martinho de Árvore e Lamarosa est la paroisse la plus occidentale de la municipalité de Coimbra. Elle est située sur la rive nord du Mondego entre Tentúgal, à l'ouest, et São Silvestre, à l'est.

## Histoire
La paroisse est créée par la loi no 11-A/2013 du 28 janvier 2013 portant réorganisation administrative du territoire des freguesias, en fusionnant les paroisses de São Martinho de Árvore et Lamarosa. Son nom officiel est União das Freguesias de São Martinho de Árvore e Lamarosa et son siège est fixé à Lamarosa.

## Démographie
Lors du recensement de 2021, São Martinho de Árvore e Lamarosa compte 2 716 habitants.